# پیتر وو
پیتر وو (به چینی: 吳光正) (زاده ۱۹۴۶) کارآفرین، سیاست‌مدار و مدیر ارشد اجرایی هنگ کنگی است، که در حال حاضر به‌عنوان رییس هیئت مدیره شرکت وارف فعالیت می‌نماید. وی در ماه ژانویه ۲۰۱۵ با دارایی خالص ۷٫۹ میلیارد دلار، در رتبه هشتم از ثروتمندترین افراد هنگ کنگ قرار گرفت.